# Charles Beer (homme politique suisse)
Pour les articles homonymes, voir Charles Beer et Beer.
Charles Beer, né le 13 novembre 1961 dans le quartier de La Jonction à Genève, est un homme politique suisse, membre du Parti socialiste suisse.

## Biographie
Issu de la classe moyenne (son père est bibliothécaire et sa mère secrétaire), Charles Beer s'engage au sein du Parti socialiste du canton de Genève dès l'âge de 17 ans. Après avoir obtenu une maturité de type moderne, il se lance dans des études de sciences politiques, mais les abandonne au bout d'un semestre. Il se consacre alors au militantisme et vit de petits boulots.
Il reprend plus tard des études à l'Institut d'études sociales, ce qui lui permet de pratiquer le métier d'assistant social et celui d'enseignant, avant de s'impliquer dans le syndicalisme. Après un court passage au syndicat FTMH, il dirige le syndicat Actions Unia pendant près de quinze ans. Durant cette période, il pose avec Christiane Brunner (FTMH) et Vasco Pedrina (SIB) les bases du syndicat Unia.
Parallèlement, il exerce la fonction de conseiller municipal de la commune de Vernier de 1987 à 1989 et siège de 1997 à 2003 comme député au Grand Conseil où il exerce, entre autres, la présidence de la commission de l'enseignement et de l'éducation.
Élu au Conseil d'État genevois en 2003, à la suite de l'élection de Micheline Calmy-Rey au Conseil fédéral, il reprend la charge du département de l'instruction publique qu'il conserve après ses réélections en 2005 et 2009. Il assume la fonction de vice-président du Conseil d'État de décembre 2005 à décembre 2006, puis de président de décembre 2006 à décembre 2007 et de décembre 2012 à décembre 2013. 

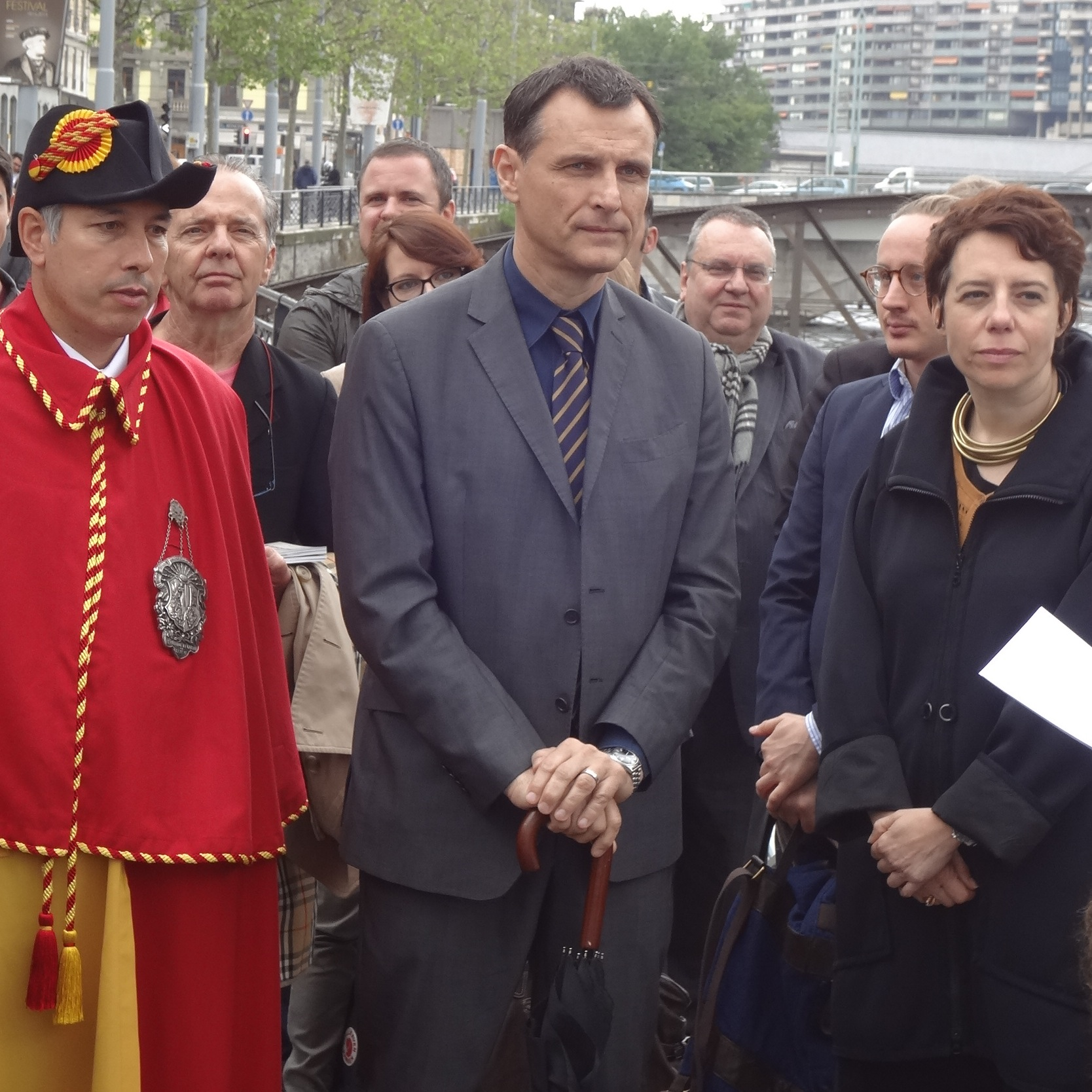
Charles Beer lors d'une inauguration en juin 2013, avec à droite la maire de Genève de l'époque Sandrine Salerno.

Après son départ du Conseil d'État fin 2013, il est nommé par le Conseil fédéral à la présidence de la fondation Pro Helvetia, qu'il assure du début 2014 à la fin 2023. 
Charles Beer est marié et père de deux enfants.

## Publications
- Charles Beer, « L’indispensable réforme de la politique éducative à Genève », dans Brigitte Vittori, Au risque de la prévention : Enfance, jeunesse, familles et travail social : de la prévention précoce à la participation sociale, Éditions ies, 2016, 268 p. (ISBN 978-2-88224-146-7, lire en ligne), p. 163-176
- Charles Beer, « La cohésion sociale à l’épreuve de la croissance », dans Claudio Bolzman, Joëlle Libois, Françoise Tschopp, Le Travail social à la recherche de nouveaux paradigmes : Inégalités sociales et environnementales, Éditions ies, 2013, 192 p. (ISBN 978-2-88224-125-2, lire en ligne), p. 147-168

## Sources
- Biographie de Charles Beer (État de Genève)